# Fünfter Sachstandsbericht des IPCC

Der Fünfte Sachstandsbericht (englisch Fifth Assessment Report, AR5; auch Fünfter Weltklimabericht) des zwischenstaatlichen Ausschusses für Klimaänderungen (Intergovernmental Panel on Climate Change, IPCC) der Vereinten Nationen wurde 2014/2015 veröffentlicht.
Die Berichte des IPCC fassen regelmäßig den aktuellen wissenschaftlichen Kenntnisstand über die Beeinflussung des Erdsystems durch die Menschheit (anthropogene Einflussnahme) und daraus entstehender Feedbacks (natürliche Einflussnahme) zusammen. Klimawandel spielt dabei eine große Rolle, also die projizierten Folgen von veränderten Erdsystemparametern wie der global gemittelte Oberflächentemperatur oder Niederschlagsmengen.
Der aktuelle AR5 bietet für die internationale Gemeinschaft die Grundlage der meisten umwelt- und klimarelevanten Entscheidungen.
Nachfolger ist der Sechste Sachstandsbericht des IPCC, der einschließlich Synthesebericht in den Jahren 2021 bis 2023 publiziert wurde.

## Die Sachstandsberichte des IPCC
Der Intergovernmental Panel on Climate Change (IPCC, Zwischenstaatlicher Ausschuss für Klimaänderungen, im Deutschen oft Weltklimarat) wurde im November 1988 vom Umweltprogramm der Vereinten Nationen (UNEP) und der Weltorganisation für Meteorologie (WMO) als zwischenstaatliche Institution ins Leben gerufen, um für politische Entscheidungsträger den Stand der wissenschaftlichen Forschung zum Klimawandel zusammenzufassen, ohne dabei Handlungsempfehlungen zu geben.
Hauptaufgabe des Ausschusses ist es, die naturwissenschaftlichen Grundlagen und den weltweiten Forschungsstand über die Auswirkungen des Klimawandels und seine Risiken sowie Minderungs- und Anpassungsstrategien zusammenzutragen und aus wissenschaftlicher Sicht zu bewerten. Dazu beruft der IPCC tausende Wissenschaftler aus aller Welt. Diese erstellen die „Sachstandsberichte“ des IPCC. Bisher hat der IPCC fünf Sachstandsberichte und mehr als zehn Sonderberichte sowie Richtlinien für die Erstellung von Treibhausgasinventaren veröffentlicht.

### Publikation des AR5
Die Zusammenfassung (Summary for Policymakers) der Ergebnisse der Arbeitsgruppe I (The Physical Science Basis, „Physikalisch-wissenschaftliche Grundlagen“) zum fünften Weltklimabericht wurde am 27. September 2013 veröffentlicht; ein finaler Entwurf (Final Draft) des vollständigen Berichts am 30. September 2013, die redaktionell bearbeitete Endfassung am 30. Januar 2014.
Die Vorstellung der Zusammenfassung des Berichts der Arbeitsgruppe II (Impacts, Adaptation and Vulnerability) am 31. März 2014 in Yokohama war von einem eindringlichen Appell des Vorsitzenden des Weltklimarats IPCC, Rajendra Pachauri, für mehr Klimaschutz und einem breiten Medienecho begleitet.  Die deutsche Bundesregierung bekräftigte das Klimaziel, bis zum Jahr 2020 den CO2-Ausstoß um 40 Prozent gegenüber 1990 zu reduzieren.
Der Bericht der Arbeitsgruppe III (Mitigation of Climate Change) wurde am 13. April 2014 auf einer Pressekonferenz in Berlin vorgestellt. Parallel zur Pressekonferenz wurde die Summary For Policymakers veröffentlicht, die Technical Summary sowie die einzelnen detaillierten Kapitel folgten am 15. April 2015.
Der Synthesebericht erschien am 2. November 2014. Insgesamt waren am 5. Sachstandsbericht mehr als 830 Wissenschaftler direkt als Autor beteiligt, zudem nahmen mehrere Tausend Forscher an der wissenschaftlichen Begutachtung des Berichtes teil.

### Überblick
Der Bericht der Arbeitsgruppe I umfasst 2216 Seiten und besteht aus einer umfassenden Zusammenfassung (Technical Summary, 127 Seiten), einer Einleitung, dreizehn inhaltlichen Kapiteln sowie drei Anhängen. Die Summary for Policymakers ist 36 Seiten lang und umfasst eine Einleitung sowie die Abschnitte „Beobachtete Veränderungen im Klimasystem“, „Treiber des Klimawandels“, „Verständnis des Klimasystems und seiner aktuellen Änderungen“, „Zukünftige globale und regionale Klimaänderungen“. Der aktuelle UN-Klimabericht beruht auf dem Vierten Sachstandsbericht, in den neue Ergebnisse eingearbeitet wurden. Im Literaturverzeichnis sind 9.200 Peer-Review-Studien zitiert.
Um wissenschaftliche Unsicherheit zu dokumentieren, wurden die Aussagen (in allen Berichtsteilen) entweder von dem Autorenteam qualitativ bewertet („sehr geringes“ bis „sehr großes“ Vertrauen) oder – wenn möglich – quantitative Wahrscheinlichkeiten angegeben. Diese reichen von „nahezu sicher“ (99–100 % Wahrscheinlichkeit) über „sehr wahrscheinlich“ (90–100 % Wahrscheinlichkeit), „wahrscheinlich“ (66–100 % Wahrscheinlichkeit) bis zu „extrem unwahrscheinlich“ (0–1 % Wahrscheinlichkeit). Wo zutreffend, wurden Aussagen auch als Fakten (ohne Angaben von Wahrscheinlichkeiten) dargestellt.
siehe Hauptartikel: Behandlung von Unsicherheit im IPCC-Prozess

## Haupterkenntnisse der Arbeitsgruppe I „Physikalisch-wissenschaftliche Grundlagen“
Zum Verständnis der im Folgenden verwendeten Attribute wie wahrscheinlich, großem Vertrauen usw. siehe Artikel Behandlung von Unsicherheiten im IPCC-Prozess.

### Beobachtete Veränderungen im Klimasystem
Eine Erwärmung des Klimasystems ist eindeutig: Die Atmosphäre und der Ozean sind wärmer geworden, Schnee und Eis sind zurückgegangen, der Meeresspiegel und die Konzentration an Kohlendioxid in der Atmosphäre sind angestiegen. Veränderungen mit der Stärke seit den 1950er Jahren sind auf Zeitskalen von Jahrzehnten bis Jahrtausenden noch nicht aufgetreten.
- Die Durchschnittstemperatur der Erdoberfläche ist von 1880 bis 2012 um 0,85 °C angestiegen.
- Es ist wahrscheinlich, dass auf der Nordhalbkugel der Zeitraum von 1983 bis 2013 die wärmste 30-Jahre-Periode der letzten 1400 Jahre war.
- Extreme Wetterereignisse wie Hitzeperioden sind sehr wahrscheinlich häufiger und länger andauernd geworden.
- Mit großem Vertrauen kann davon ausgegangen werden, dass die Ozeane zwischen 1971 und 2010 90 % der zusätzlichen Energie durch die globale Erwärmung aufgenommen haben. Am stärksten erwärmten sich die Schichten nahe der Wasseroberfläche. In den oberen 75 Metern stieg die Temperatur von 1971 bis 2010 um durchschnittlich 0,11 °C pro Jahrzehnt an. Nahezu sicher erwärmten sich die oberen 700 Meter von 1971 bis 2010.
- Mit großem Vertrauen wird angenommen, dass der grönländische Eisschild und der antarktische Eisschild in den beiden letzten Jahrzehnten Masse verloren haben. Der Massenverlust betrug von 2002 bis 2011 beim grönländischen Eisschild 215 Milliarden Tonnen/Jahr, beim antarktischen Eisschild 147 Milliarden Tonnen/Jahr. Die Gletscher der Erde verloren sehr wahrscheinlich von 1993 bis 2009 275 Milliarden Tonnen Eis/Jahr.
- Die Ausdehnung des arktischen Meereises im Sommer ging sehr wahrscheinlich um 9,4 bis 13,6 Prozent pro Jahrzehnt zurück, das entspricht 730.000 bis 1.070.000 km².
- Die nordpolare Schneedecke ging seit Mitte des 20. Jahrhunderts zurück (großes Vertrauen).
- Der Meeresspiegelanstieg im Zeitraum von 1901 bis 2010 betrug 19 ± 2 cm. Es ist wahrscheinlich, dass der Anstieg sich seit Anfang des 20. Jahrhunderts beschleunigt hat; von 1993 bis 2010 betrug der Anstieg sehr wahrscheinlich 3,2 mm/Jahr.
- Die aktuelle Konzentration von Treibhausgasen in der Atmosphäre ist die höchste seit 800.000 Jahren. Durch menschliche Aktivitäten wurden seit 1750 555 Milliarden Tonnen Kohlenstoff freigesetzt; im Vergleich zur vor-industriellen Konzentration hat der Gehalt an Kohlendioxid um 40 % zugenommen. Die Geschwindigkeit des Anstiegs der Konzentration der Treibhausgase im 20. Jahrhundert war mit sehr hoher Wahrscheinlichkeit die höchste der vergangenen 22.000 Jahre. 155 Milliarden Tonnen des freigesetzten Kohlenstoffs wurden vom Ozean aufgenommen; der pH-Wert der obersten Schicht hat um 0,1 abgenommen (entsprechend einer Zunahme der Wasserstoff-Ionen von 26 Prozent, großes Vertrauen).

### Treiber des Klimawandels
Der Strahlungsantrieb des Klimasystems hat im Vergleich zum Jahr 1750 um 2,29 Watt/m² zugenommen; den größten Anteil davon hat atmosphärisches CO₂.
- Der Anteil von Veränderungen in der Sonneneinstrahlung beträgt nur 0,05 Watt/m² und hatte damit, wie auch Vulkanausbrüche, nur einen kleinen Anteil an den Klimaveränderungen im letzten Jahrhundert.
- Es ist extrem wahrscheinlich (> 95 %), dass der menschliche Einfluss der Hauptgrund für die seit 1950 beobachtete globale Erwärmung ist.

### Zukünftige globale und regionale Klimaänderungen

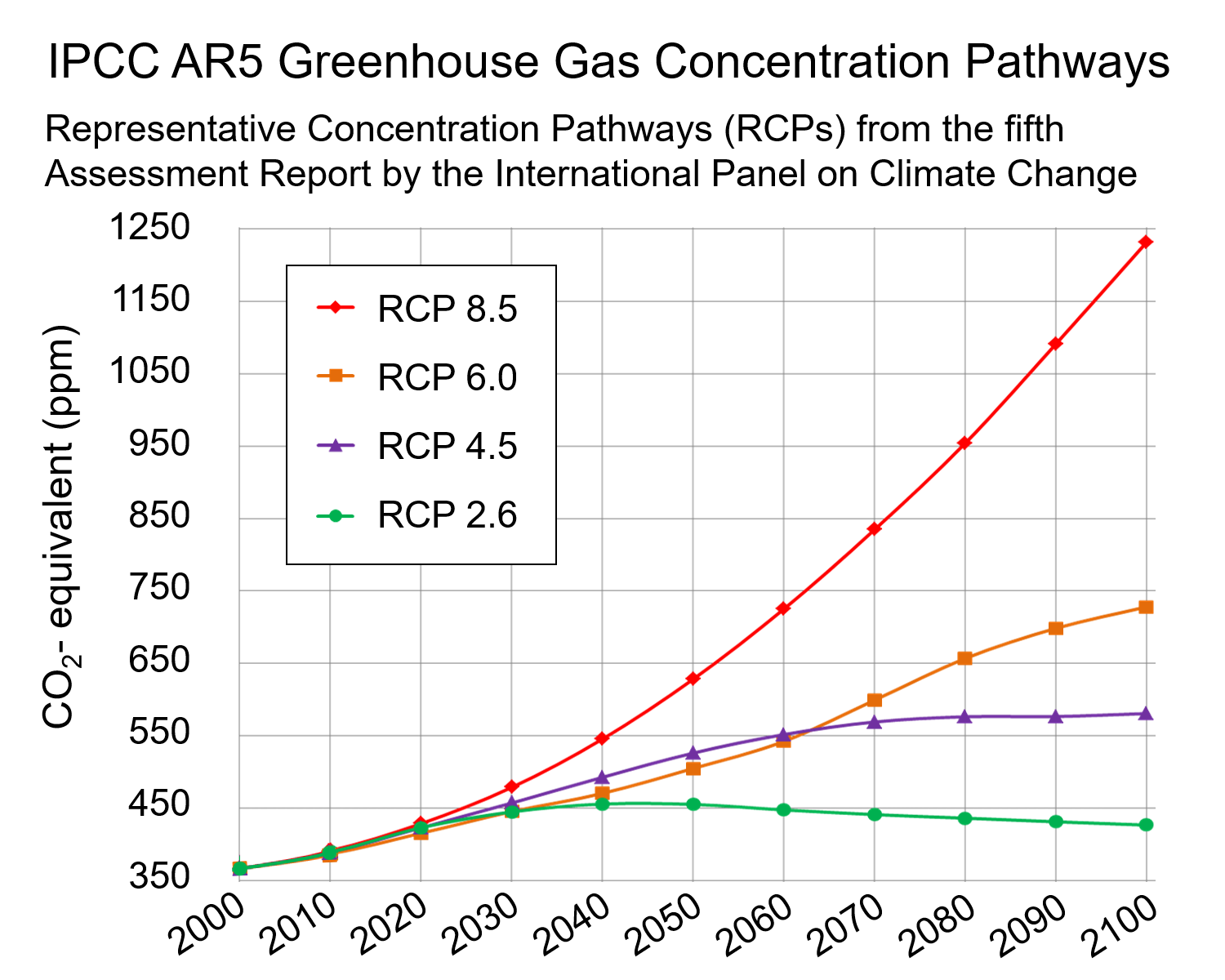
Diagramm der repräsentativen Konzentrationspfade für CO₂-Mischungsverhältnisse bis zum Jahr 2100

Die weitere Freisetzung von Treibhausgasen wird zu einer weiteren Klimaerwärmung und den damit einhergehenden Änderungen am Klimasystem führen. Die Abschätzung zukünftiger Klimaänderungen beruht auf der Anwendung von Klimamodellen auf vier Konzentrationspfade (englisch representative concentration pathways (RCPs), „repräsentative Konzentrationspfade“). Diese stellen die Ergebnisse neuer Emissions-Szenarien dar, darunter erstmals eines Szenarios, das ambitionierte Klimaschutzmaßnahmen berücksichtigt (RCP 2.6). Die Pfade werden nach der Veränderung des Strahlungsantriebs benannt, der im Vergleich zum Zustand im Jahr 1750 bis zum Jahr 2100 etwa mit ihnen einhergehen würde: RCP 2.6 – Veränderung des Strahlungsantriebs 2,6 W/m², RCP 4.5 – 4,5 W/m², RCP 6.0 – 6 W/m² und RCP 8.5 – 8,5 W/m².
- Unabhängig vom Konzentrationspfad wird die Temperatur der Erdatmosphäre im Zeitraum 2016 bis 2035 wahrscheinlich um 0,3–0,7 °C höher liegen als 1985–2005.
- Der weitere Anstieg der Temperatur hängt vom Konzentrationspfad ab: Er liegt für den Zeitraum 2081 bis 2100 wahrscheinlich zwischen 0,3–1,7 °C (RCP 2.6) bis 2,6–4,8 °C (RCP 8.5).
- Es ist fast sicher, dass Wetterextreme zunehmen werden.
- Extreme Niederschläge in den mittleren Breiten und feuchten tropischen Regionen werden sehr wahrscheinlich häufiger und intensiver werden.
- Der Ozean wird sich weiter erwärmen, die Wärme wird von den oberen Wasserschichten in die Tiefe gelangen und Meeresströmungen beeinflussen. Es ist sehr wahrscheinlich, dass die atlantische meridionale Umwälzzirkulation (AMOC, atlantic meridional overturning circulation) (zu welcher der Golfstrom gehört) sich abschwächen wird. Ein Zusammenbrechen oder eine Verlagerung im 21. Jahrhundert ist sehr unwahrscheinlich, kann aber später bei weiterer Erwärmung nicht ausgeschlossen werden.
- Der Arktische Ozean ist beim Konzentrationspfad RCP 8.5 (weiterer Anstieg der Emission von Treibhausgasen) wahrscheinlich im Sommer schon vor Mitte dieses Jahrhunderts eisfrei.
- Das Volumen der Gletscher nimmt bis Ende dieses Jahrhunderts zwischen 15–55 % (RCP 2.6) und 35–85 % (RCP 8.5) ab (mittleres Vertrauen).
- Der Meeresspiegel wird bis zum Zeitraum 2081–2100 je nach Konzentrationspfad wahrscheinlich zwischen 26–55 cm (RCP 2.6) und 45 bis 82 cm (RCP 8.5) ansteigen. Im letzten Fall wird der Anstieg bis zum Jahr 2100 98 cm betragen (mittleres Vertrauen).
- Der Zusammenbruch von Eisschilden könnte zu einem zusätzlichen Anstieg um einige 10 cm führen.
- Es ist nahezu sicher, dass der Anstieg des Meeresspiegels auch nach 2100 schon alleine aufgrund der Wärmeausdehnung des Wassers noch für einige Hundert Jahre weitergeht. Bei einem weiteren Anstieg der Kohlendioxid-Konzentration in der Atmosphäre kann der Anstieg bis zum Jahr 2300 auch mehr als drei Meter betragen (mittleres Vertrauen).

### Verständnis des Klimasystems und seiner aktuellen Änderungen
Zu unserem Verständnis des Klimasystems tragen Beobachtungen, Untersuchungen von Rückkoppelungen und Simulationen mit Klimamodellen bei.
- Die Klimamodelle wurden weiterentwickelt und sind in der Lage, langfristige Klimaänderungen gut zu simulieren.
- Bei kürzeren Zeiträumen (von 10 bis 15 Jahren) und auf regionaler Ebene, die stärker von zufälligen Ereignissen beeinflusst werden, sind die Klimamodelle weniger zuverlässig.
- Eine Verdoppelung des Kohlendioxid-Gehalts in der Atmosphäre würde zu einer Erwärmung der Erde um 1,5–4,5 °C führen (großes Vertrauen).

### Weitere Informationen

#### Klimamodelle
Die neuen Klimasimulationen, auf denen die Aussagen über zukünftige Klimaänderungen im AR5 wesentlich basieren, wurden zum Teil im Coupled Model Intercomparison Project Phase 5 (CMIP5) durchgeführt, einer internationalen Zusammenarbeit der Klima Model Community. In der 2009 erschienenen Veröffentlichung A Summary of the CMIP5 Experiment Design werden die Details der koordinierten Experimente beschrieben.

#### Sekundäre Zusammenfassungen
Die Kernbotschaften auf Deutsch wurden gemeinsam vom Bundesumweltministerium, dem Bundesministerium für Bildung und Forschung, der Deutschen IPCC-Koordinierungsstelle und dem Umweltbundesamt zusammengefasst und veröffentlicht.

## Haupterkenntnisse der Arbeitsgruppe II „Folgen, Anpassung, Verwundbarkeit“
Die menschlichen Eingriffe in das Klimasystem führen, laut Arbeitsgruppe I, zu einem Klimawandel. Dieser stellt ein Risiko für menschliche und natürliche Systeme dar. Der Beitrag der Arbeitsgruppe II untersucht, wie sich Muster von Risiken und potentiellen Vorteilen durch den Klimawandel verändern, wie mit dem Klimawandel zusammenhängende Folgen und Risiken durch Anpassungen und Klimaschutz bewältigt werden können.
- Folgen des Klimawandels sind heute schon global zu beobachten. Die Ozeanerwärmung ist beispielsweise ein markantes Beispiel für die Klimaerwärmung. Seit 1971 stieg die Wassertemperatur der obersten 75 m im Mittel um 0,11 °C alle zehn Jahre.
- zukünftige Folgen und Risiken: geänderte Niederschlagsverteilung, Ozeanversauerung uvm. Die Entwicklung der Niederschläge zeigt einen Anstieg in den Tropen und mittleren Breiten der Nordhalbkugel und eine Abnahme in trockenen Regionen der Subtropen. Seit Mitte des 20. Jahrhunderts traten insbesondere in Europa, Asien und Australien häufiger Hitzewellen auf und Starkregenereignisse stiegen in ihrer Häufigkeit und Intensität sowohl in Europa als auch in Nordamerika. Die Niederschlagsentwicklung und die der Wetterextreme zeigen zukünftig eine Zunahme des derzeitigen Trends.[18]

### Ozeanische Systeme
- Die Ökosysteme der Ozeane zeigen Veränderungen durch den Klimawandel und werden in Zukunft weitere Veränderungen abhängig von der Geschwindigkeit, der Stärke und der Dauer des Klimawandels zeigen (nahezu sicher). Die Menschheit hängt von dem Nutzen der marinen Ökosysteme ab, diese sind sensibel abhängig vom Klimawandel (hohe Aussagekraft).
- Der Klimawandel verändert die physikalischen, chemischen und biologischen Eigenschaften der Ozeane (sehr hohe Aussagekraft).
- Die geologischen Daten, heutige Feldforschung und Labortests bestätigen die Verbindungen zwischen den wichtigsten umweltbezogenen Treibern und entsprechenden Auswirkungen der marinen Ökosysteme und dem Klimawandel (hohe Aussagekraft).
- Die Verwundbarkeit der meisten Organismen durch Erwärmung ist durch ihre Physiologie bestimmt. Dies definiert begrenzte Temperaturbereiche und ihre thermische Sensibilität (hohe Aussagekraft).
- Die erwärmungsbedingten Veränderungen in Vorkommen, geographischer Verteilung, Migrationsverhalten und saisonaler Aktivität von Spezies (sehr hohe Aussagekraft) waren und werden begleitet von einer Reduktion ihrer maximalen Körpergröße (mittlere Aussagekraft). Dies hat und wird zu veränderten Interaktionen zwischen Spezies, inklusive Wettbewerb und Beute-Jäger Dynamik führen (hohe Aussagekraft).
- Als Folge einer weiteren Erwärmung um 1 °C oder mehr bis zur Mitte des 21. Jahrhunderts und darüber hinaus werden ozeanweite Veränderungen in Ökosystemeigenschaften auftreten und setzen sich laut Vorhersage fort (hohe Aussagekraft).
- Bis zur Mitte des 21. Jahrhunderts wird die Veränderung der Verteilung von Artenvielfalt eine erhöhte Artenvielfalt in den gemäßigten und hohen Breiten (hohe Aussagekraft) und eine verringerte Artenvielfalt in den Tropen (mittlere Aussagekraft) bewirken. Dies wird das Fangpotential von Fisch und wirbellosen Tieren verändern und die Lebensmittelsicherheit in den Tropen beeinflussen (mittlere Aussagekraft).
- Die Nettoprimärproduktion (NPP) wird, abhängig vom RCP-Szenario, global sinken (mittlere Aussagekraft). Die geschätzte Reduktion wird mit dem RCP8.5 Szenario bis zu 9 % bis 2100 betragen (relativ zu 1990, mittlere Aussagekraft).
- Großskalige Prozesse und klimatische Rückkopplungen die durch Mikroben (Bakterien, Archaeen, einzellige Algen und Protozoen) aufrechterhalten werden, spielen eine entscheidende Rolle in marinen Ökosystemen (bspw. Speicherung von Kohlenstoff und Stickstoff und Nährstoffkreislauf) und werden durch den Klimawandel verändert (mittlere Aussagekraft).
- Steigende CO2 (Kohlenstoffdioxid) Konzentration über das letzte Jahrhundert und bis in die Zukunft wird nicht nur zu einer Ozeanerwärmung führen, sondern auch die Kohlenstoffchemie der Ozeane verändern, dies ist bekannt als Versauerung der Ozeane (Ocean acidification). Auswirkungen der Versauerung reichen von Veränderungen in der Physiologie und Verhalten bis hin zu Populationsdynamik (mittlere bis hohe Aussagekraft) und wird die marinen Ökosysteme auf Jahrhunderte beeinflussen, wenn die Emissionen andauernd (hohe Aussagekraft).

## Haupterkenntnisse der Arbeitsgruppe III „Klimaschutz“
- Ohne zusätzliche Anstrengungen wird die globale Durchschnittstemperatur bis zum Jahr 2100 um 3,7 bis 4,8 °C steigen, verglichen mit dem vorindustriellen Stand.
- Wenn die CO2-Konzentration in der Atmosphäre nicht über 450 ppm steigt, ist es wahrscheinlich, dass sich die globale Durchschnittstemperatur um nicht mehr als 2 °C erhöht. Das erfordert substantielle Reduktionen der globalen Treibhausgasemissionen.
- Die auf der UN-Klimakonferenz in Cancún getroffenen Verpflichtungen zur Treibhausgasvermeidung bis zum Jahr 2020 sind nicht konsistent mit den entsprechenden Langzeitszenarien, denen zufolge eine Erhöhung der globalen Durchschnittstemperatur um mehr als 2 °C mindest genauso wahrscheinlich ist wie eine Erhöhung um weniger als 2 °C.
- Die weltweite Energieversorgung muss schnell und grundlegend umgebaut werden. Zentral dabei ist keine Kohle mehr zur Energieerzeugung zu verfeuern (siehe auch: Kohleausstieg).[19]

Obwohl die Arbeitsgruppe III Autoren umfasst, die unterschiedlichen Disziplinen und Schulen angehören, sind die zentralen Teile des Berichts von einer neoklassisch-ökonomischen Sichtweise geprägt. Einige Autoren, die selber der Arbeitsgruppe III des IPCC angehörten, wie etwa Matthew Paterson von der Universität Ottawa, kritisieren, eine solche Sichtweise sei nicht in der Lage, abrupte gesellschaftliche Änderungen zu denken, wie sie der Klimawandel mit sich bringe respektive nötig mache.

### Berichte
- Arbeitsgruppe I: Climate Change 2013 – The Physical Science Basis mit Langfassung und Summary for Policymakers.
  - Headline statements from the summary (Kernaussagen der Summary, zusammengestellt vom IPCC; PDF; 200 kB).
- Arbeitsgruppe II: Climate Change 2014 – Impacts, Adaptation, and Vulnerability mit Langfassung und Summary for Policymakers.
- Arbeitsgruppe III: Climate Change 2014 – Mitigation of Climate Change mit Langfassung und Summary for Policymakers.
- Synthesebericht: Climate Change 2014 – Synthesis Report mit Langfassung und Summary for Policymakers.

### Sekundäre Zusammenfassungen
- Arbeitsgruppe I: Kernbotschaften des Fünften Sachstandsberichts des IPCC: Klimaänderung 2013: Naturwissenschaftliche Grundlagen (Teilbericht 1). (deutsche Zusammenfassung, hrsg. vom BMU, BMBF, Deutsche IPCC-Koordinierungsstelle, Umweltbundesamt; PDF; 149 kB).
- Stefan Rahmstorf: Der neue IPCC-Klimabericht
- Nick Reimer u. a.: Weltklimabericht 2014 – IPCC14 Journalistische Aufbereitung aller Teilberichte
- Jürgen Paeger: Der fünfte UN-Klimareport Deutschsprachige Zusammenfassung des Berichts